# Prix du roman Fnac
Le prix du roman Fnac est un prix littéraire français créé en 2002 par la chaîne de magasins Fnac.

## Historique
Le prix est attribué fin août ou début septembre par un jury composé de 400 adhérents et de 400 libraires de la Fnac (une grande enseigne culturelle française), qui le désignent parmi les trente titres qu'ils ont préalablement sélectionnés après la lecture de plus de 250 romans pendant tout l'été.
La Fnac a aussi créé en 1988 le prix Goncourt des lycéens, en 2006 le prix Psychologies-Fnac, et en 2013 le prix de la BD Fnac.

## Liste des lauréats du prix
| Année |  | Auteur                    | Ouvrage                         | Éditeur (xe fois)        | Notes                                                               |
| ----- |  | ------------------------- | ------------------------------- | ------------------------ | ------------------------------------------------------------------- |
| 2002  |  | Dominique Mainard         | Leur histoire                   | Joëlle Losfeld           |                                                                     |
| 2003  |  | Pierre Charras            | Dix-neuf secondes               | Mercure de France        |                                                                     |
| 2004  |  | Jean-Paul Dubois          | Une vie française               | l'Olivier                | également prix Femina                                               |
| 2005  |  | Pierre Péju               | Le Rire de l'ogre               | Gallimard                |                                                                     |
| 2006  |  | Laurent Mauvignier        | Dans la foule                   | Minuit                   |                                                                     |
| 2007  |  | Nathacha Appanah          | Le Dernier Frère                | l'Olivier (2)            |                                                                     |
| 2008  |  | Jean-Marie Blas De Roblès | Là où les tigres sont chez eux  | Zulma                    | également prix Médicis                                              |
| 2009  |  | Yannick Haenel            | Jan Karski                      | Gallimard (2)            | également prix Interallié                                           |
| 2010  |  | Sofi Oksanen              | Purge                           | Stock                    | également prix Femina étranger                                      |
| 2011  |  | Delphine de Vigan         | Rien ne s'oppose à la nuit      | Lattès                   |                                                                     |
| 2012  |  | Patrick Deville           | Peste et Choléra                | Seuil                    | également prix Femina                                               |
| 2013  |  | Julie Bonnie              | Chambre 2                       | Belfond                  |                                                                     |
| 2014  |  | Benjamin Wood             | Le Complexe d'Eden Bellwether   | Zulma (2)                | roman étranger                                                      |
| 2015  |  | Laurent Binet             | La Septième Fonction du langage | Grasset                  | également prix Interallié                                           |
| 2016  |  | Gaël Faye                 | Petit Pays                      | Grasset (2)              | également prix Goncourt des lycéens et prix France Culture-Télérama |
| 2017  |  | Véronique Olmi            | Bakhita                         | Albin Michel             |                                                                     |
| 2018  |  | Adeline Dieudonné         | La Vraie Vie                    | L'Iconoclaste (1)        |                                                                     |
| 2019  |  | Bérengère Cournut         | De pierre et d'os               | Le Tripode               |                                                                     |
| 2020  |  | Tiffany McDaniel          | Betty                           | Gallmeister              | roman étranger                                                      |
| 2021  |  | Jean-Baptiste Del Amo     | Le Fils de l'homme              | Gallimard (3)            |                                                                     |
| 2022  |  | Sarah Jollien-Fardel      | Sa préférée                     | Sabine Wespieser Éditeur |                                                                     |
| 2023  |  | Jean-Baptiste Andrea      | Veiller sur elle                | L'Iconoclaste (2)        | également prix Goncourt                                             |
| 2024  |  | Marie Vingtras            | Les Âmes féroces                | l'Olivier (3)            |                                                                     |